# Franz Ludwig Schenk Graf von Stauffenberg
Franz Ludwig Schenk, comte (Graf) von Stauffenberg, né le 4 mai 1938, est un homme politique allemand, ancien député de l'Union chrétienne-sociale en Bavière (CSU) au Bundestag.
Il est l'un des fils de Claus von Stauffenberg, officier de la Wehrmacht et résistant contre le nazisme, et de Nina von Stauffenberg.